# ميس جامايكي
ميس جامايكي (الاسم العلمي:Celtis jamaicensis) هو نوع من النباتات يتبع جنس الميس من الفصيلة القنبية.